# NGC 836
NGC 836 is een spiraalvormig sterrenstelsel in het sterrenbeeld Walvis. Het hemelobject werd in 1886 ontdekt door de Amerikaanse astronoom Frank Muller.

## Synoniemen
- PGC 8304
- ESO 544-17
- MCG -4-6-12
- NPM1G -22.0047